# Ian Azzopardi
Pour les articles homonymes, voir Azzopardi.
Ian Azzopardi est un footballeur maltais né le 12 août 1982 à Zejtun. Il évolue actuellement à Valletta et en équipe de Malte de football au poste de défenseur.

## Carrière
- 2000-2007 :  Floriana
- 2007-2010 :  Sliema Wanderers
- depuis 2010 :  Valletta FC

## Sélection nationale
- 41 sélections et 1 but avec l'équipe de Malte de football depuis 2003.

### But international
| # | Date         | Lieu                       | Adversaire | Résultat | Compétition |
| - | ------------ | -------------------------- | ---------- | -------- | ----------- |
| 1 | 20 août 2008 | Ta' Qali Stadium, Ta' Qali | Estonie    | 1-2      | Amical      |

## Palmarès
- Championnat de Malte : 2012, 2014 et 2016